# Алзон (Гар)
Алзон (фр. Alzon) насеље је и општина у јужној Француској у региону Лангдок-Русијон, у департману Гар која припада префектури Виган.
По подацима из 2011. године у општини је живело 212 становника, а густина насељености је износила 7,71 становника/km². Општина се простире на површини од 27,48 km². Налази се на средњој надморској висини од 600 метара (максималној 1.414 m, а минималној 502 m).

## Демографија
| 1962. | 1968. | 1975. | 1982. | 1990. | 1999. | 2011. |
| ----- | ----- | ----- | ----- | ----- | ----- | ----- |
| 202   | 280   | 237   | 201   | 183   | 208   | 212   |

График промене броја становника у току последњих година